# Strike (finance)

Gains et bénéfices d'une option d'achat

Le strike désigne le prix d'exercice d'une option, qui correspond au prix fixé dans le contrat pour l’acquisition ou la cession du sous-jacent.
La position du cours du sous-jacent par rapport au strike permet de caractériser l’option. Une option d’achat (respectivement de vente) est dite :
- « à la monnaie » si le sous-jacent cote le strike (ATM) ;
- « hors de la monnaie » si le cours du sous-jacent est inférieur (respectivement supérieur) au strike (OTM) ;
- « dans la monnaie » si le cours du sous-jacent est supérieur (respectivement inférieur) au strike (ITM).

## Explications
- Pour une option d'achat (call), plus le prix d’exercice est élevé, plus la prime est faible ;
- Pour une option de vente (put), plus le prix d’exercice est élevé, plus la prime est importante.

Le vendeur d'une option d'achat est obligé de livrer le sous-jacent si l'option d'achat est exercée.
Le détenteur d'une option de vente a le droit de vendre le sous-jacent et de recevoir en échange le prix d'exercice. Dans ce cas, le vendeur de l'option de vente devra accepter le sous-jacent et payer le prix d'exercice.